# Фільм-притча
Фільм-при́тча — кінематографічний жанр, що є повчальною алегоричною оповіддю, в якій хронологічно послідовне зображення подій і пригод підпорядковане моралізаційній частині фільму.
На відміну від багатозначності тлумачення байки, у притчі зосереджена певна дидактична ідея.
Більшість фільмів-притч — драми.
Приклади таких фільмів:
- «Теорема» — драма італійського режисера, сценариста та письменника П'єра Паоло Пазоліні, знятий у 1968 році.
- «Шлюб» — трагікомедія Клода Лелуша.